# Dichotomius assifer
Dichotomius assifer är en skalbaggsart som beskrevs av Johann Friedrich von Eschscholtz 1822. Dichotomius assifer ingår i släktet Dichotomius och familjen bladhorningar. Inga underarter finns listade i Catalogue of Life.